# 고윤화
고윤화(高允和, 1954년 ~ )는 대한민국의 제11대 기상청장을 역임한 공무원이다.

## 생애
충청남도 예산군 출신이다. 공무원으로서 1990년 환경처 과장, 2001년 환경부 국장 등을 거쳐 2013년부터 2017년 7월까지 제11대 기상청장을 역임하였다.

## 학력
- ~ 1975년 경기공업고등학교
- ~ 1981년 한양대학교 기계공학 학사
- ~ 1984년 리즈 대학교 대학원 환경공학 석사
- ~ 1995년 리즈 대학교 대학원 이학 박사 대기오염전공

## 경력
- 1990년 1월 ~ 1992년 6월 환경처 특정폐기물과 과장
- 1992년 6월 ~ 1993년 7월 환경처 소음진동과 과장
- 1996년 3월 ~ 1997년 12월 환경부 폐기물시설과 과장
- 1998년 1월 ~ 2000년 2월 환경부 대기정책과 과장
- 2000년 2월 ~ 2001년 2월 대통령비서실 환경비서관실 선임행정관
- 2001년 3월 ~ 2003년 12월 환경부 대기보전국 국장
- 2004년 1월 ~ 2006년 6월 국제부흥개발은행 IBRD 환경자문관
- 2006년 7월 ~ 2006년 12월 환경부 자연보전국 국장
- 2007년 1월 ~ 2007년 12월 환경부 대기보전국 국장
- 2008년 3월 ~ 2009년 9월 제15대 국립환경과학원 원장
- 2009년 9월 ~ 2012년 9월 제3대 대한LPG협회 회장
- 2011년 1월 ~ 2012년 12월 제2대 한국기후변화학회 회장
- 2012년 10월 ~ 2013년 2월 싱크나우 대표
- 2013년 3월 ~ 2013년 9월 한림대학교 자연과학대학 환경생명공학과 객원교수
- 2013년 9월 ~ 2017년 7월 제11대 기상청장
- 2015년 6월 세계기상기구 집행이사
- 한국환경한림원 부회장